# Nrg PRODUCTIONZ
NRG PRODUCTIONZは、大物ラッパーアイス-Tが代表を務めるレーベル“CORONER RECORDS”の元プロデューサーLIKAが1999年に日本で設立したプロダクション。

## 概要
Likaは音楽制作チームをL.A.に持ち、日本ではまだ当時は無かった日本語R&Bをプロデュースし始めた中の一人。
Misha、宇多田ヒカル、倉木麻衣やM-Floなどとほぼ同時期であったが アメリカで本格的な制作をしたR&BはNRG productionzに所属するaki-laだけで、深夜の音楽番組の常連だった。
2003年に第一弾アーティストとしてaki-laが日本のSony でメジャーデビュー。aki-laのメジャーデビュー曲「Freak da Club」は、Snoop Doggとの共演で話題となる。さらにデビューアルバムには、LIKAのボスであるICE-Tも参加した。
現在の所属アーティストであるアメリカ最大のギャング組織Crips創始者のトゥーキー・ウィリアムスの甥っ子FEDIE DEMARCOは、アメリカで話題になっている映画『The Art of Rap』に出演し注目を浴びている。